# Tipulodes rubriceps
Tipulodes rubriceps är en fjärilsart som beskrevs av Paul Dognin 1912. Tipulodes rubriceps ingår i släktet Tipulodes och familjen björnspinnare. Inga underarter finns listade i Catalogue of Life.